# John Polanyi
John Charles Polanyi, född 23 januari 1929 i Berlin, är en kanadensisk kemist med ungerska föräldrar. Han tilldelades, tillsammans med Dudley R. Herschbach och
Yuan T. Lee, Nobelpriset i kemi 1986 med motiveringen 
"för deras insatser rörande dynamiken hos kemiska elementarprocesser",
Herschbach, Lee och Polanyi detaljstuderade det dynamiska förloppet i olika kemiska reaktioner och har därmed ökat kunskapen om hur sådana kemiska reaktioner sker.

## Utmärkelser
- Marlow Award,  1962[1]
- Centenary Prize från Royal Society of Chemistry,  1964
- Steacie Prize,  1965
- Guggenheimstipendiet,  1970[10]
- Ontarioorden,  1974
- Chemical Institute of Canada Medal,  1976[11]
- Henry Marshall Tory-medaljen,  1977[12]
- Remsen Award,  1978[13]
- Companion av Kanadaorden,  1979
- Guggenheimstipendiet,  1979[10]
- Hedersdoktor vid Harvard University,  1982
- Wolfpriset i kemi,  1982[14]
- Nobelpriset i kemi, med  Dudley R. Herschbach och Yuan T. Lee,  1986[15][16]
- Hedersdoktor vid Lavaluniversitetet,  1987[17]
- Killam Prize,  1988
- Polanyi Medal,  1988[18]
- Hedersdoktor vid University of Manchester,  1988[19]
- Royal Medal,  1989
- Hedersdoktor vid Concordia University,  1990[20]
- Bakerföreläsningen,  1994
- Gerhard Herzberg Canada Gold Medal for Science and Engineering,  2007
- Faraday Lectureship Prize,  2010
- Helmholtz-medaljen,  2012[21]
- Fellow of the Royal Society of Canada
- Royal Society Bakerian Medal

[Redigera Wikidata]